# Konfrontacje/Rutyny
Konfrontacje/Rutyny – trzeci singiel polskiego zespołu hip-hopowego Kaliber 44 wydany w sierpniu 2000 roku. Był to jedyny promujący album 3:44. Płytka dotarła na 2. miejsce polskiej listy singli ustępując miejsca jedynie „Nothing As It Seems” – Pearl Jam. Utwór „Konfrontacje” okazał się znacznym sukcesem, docierając do listy przebojów Polskiego Radia oraz ustanawiając rekord obecności i na liście przebojów Radiostacji (ponad dwieście tygodni).

## Lista utworów
1. „Konfrontacje” – 2:32
2. „Te rutyny” – 3:00
3. „Te rutyny RMX Witkacy/Najakotiva” – 4:41
4. „Konfrontacje Radio Edit” – 2:23
5. „Konfrontacje Instrumental”– 2:23
6. „Rutyny wersja DJ Feel-X” – 2:58

## Twórcy
Opracowano na podstawie materiału źródłowego.
- Marcin „AbradAb” Marten – rap (1–4, 6), produkcja (1, 4–5)
- Sebastian „DJ Feel-X” Filiks – skrecze, produkcja (2–3, 6)